# Kim Bo-reum
Dans ce nom coréen, le nom de famille, Kim, précède le nom personnel.
Kim Bo-reum, née le 6 février 1993 à Daegu, est une patineuse de vitesse sud-coréenne.

## Palmarès

### Jeux olympiques d'hiver
| Épreuve / Édition   | 500 mètres | 1 000 mètres | 1 500 mètres | 3 000 mètres | 5 000 mètres | Mass start                         | Poursuite par équipes |
| JO 2014 Sotchi      | —          | —            | 21e          | 13e          | —            | —                                  | 8e                    |
| JO 2018 Pyeongchang | —          | —            | —            | 18e          | —            | Médaille d'argent, Jeux olympiques | —                     |
| JO 2022 Pékin       | —          | —            | —            | —            | —            | 5e                                 | —                     |

Légende :
- : première place, médaille d'or
- : deuxième place, médaille d'argent
- : troisième place, médaille de bronze
- : pas d'épreuve
- — : Non disputée par le patineur
- DSQ : disqualifiée

### Championnats du monde
- Médaille de bronze de la poursuite par équipes en 2014 à Sotchi

### Coupe du monde
- Vainqueur du classement de la mass-start en 2013